# Joaquín Bellera
Joaquín Bellera Campodarve (26 de septiembre de 1996 en Estadilla, Huesca) es un ciclista de montaña español. Su especialidad es el campo a través (XC).
Ha sido dos veces campeón y otras dos subcampeón de la Challenge de BTT de la Ribagorza en categorías infantil y cadete, tras la gran temporada como la del 2010 sufrió un problema muscular en los cuádriceps debido crecimiento que lo mantuvo fuera de la competición 5 meses, pero tras superar la lesión se preparó a conciencia consiguiendo subcampeonato de Aragón e ir seleccionado por la federación aragonesa de ciclismo y representar a la comunidad quedando en 22º posición del campeonato de España y en 6º cadetes de primer año. Ese verano se fue cedido al equipo Velox de Andorra para correr la Vuelta al Bajo Aragón.
En 2012 fichó por el Lasaosa Productos Químicos donde consiguió ganar su primera carrera en la modalidad de carretera así como diversos premios en la misma modalidad entre los que destacan los premios de la montaña y las metas volantes en el Trofeo de Fiestas de Tafalla, consiguiendo en BTT imponerse por primera vez en el campeonato de Aragón e ir de nuevo a los campeonatos de España en Asturias, donde tras completar una gran carrera e ir rodando en posiciones de cabeza sufrió una dura caída que le relegó al 21º de la general.

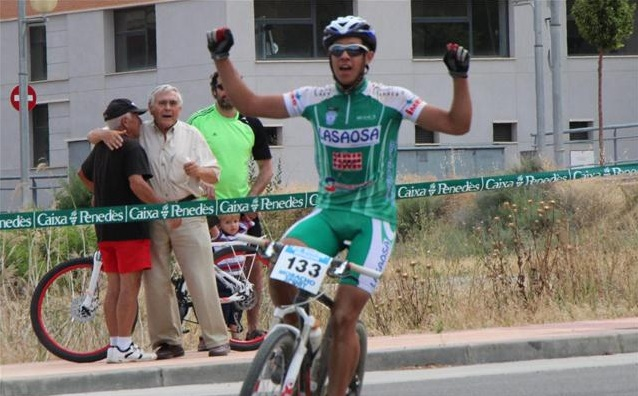
Cto. de Aragón 2012

## Palmarés
| Año  | Evento                        | Lugar                     | Puesto | Disciplina |
| ---- | ----------------------------- | ------------------------- | ------ | ---------- |
| 2008 | Memorial Jorge Rami           | Benasque ( España)        |        | BTT        |
| 2008 | Benabarre - El Coll           | Benabarre ( España)       |        | CRI BTT    |
| 2008 | Cronoescalada al Pueyo        | Barbastro ( España)       |        | CRI BTT    |
| 2009 | BTT Secastilla                | Secastilla ( España)      |        | BTT        |
| 2009 | BTT Perarrua                  | Perarrúa ( España)        |        | BTT        |
| 2009 | Memorial Jorge Rami           | Benasque ( España)        |        | BTT        |
| 2009 | Benabarre - El Coll           | Benabarre ( España)       |        | CRI BTT    |
| 2009 | Cronoescalada a la Carrodilla | Estadilla ( España)       |        | CRI BTT    |
| 2009 | Cronoescalada a la Candelera  | Salas Altas ( España)     |        | CRI BTT    |
| 2009 | Challenge BTT de la Ribagorza | Ribagorza ( España)       |        | BTT        |
| 2009 | Cronoescalada al Pueyo        | Barbastro ( España)       |        | BTT        |
| 2010 | BTT Serraduy - Coll de Vent   | Serraduy ( España)        |        | BTT        |
| 2010 | BTT Villa de Estadilla        | Estadilla ( España)       |        | BTT        |
| 2010 | Cronoescalada a la Carrodilla | Estadilla ( España)       |        | CRI BTT    |
| 2010 | BTT Secastilla                | Secastilla ( España)      |        | BTT        |
| 2010 | BTT Perarrua                  | Perarrua ( España)        |        | BTT        |
| 2010 | Memorial Jorge Rami           | Benasque ( España)        |        | BTT        |
| 2010 | Benabarre - El Coll           | Secastilla ( España)      |        | CRI BTT    |
| 2010 | Cronoescalada a la Candelera  | Salas Altas ( España)     |        | CRI BTT    |
| 2010 | Challenge BTT de la Ribagorza | Ribagorza ( España)       |        | BTT        |
| 2011 | BTT Lascuarre - Castigaleu    | Lascuarre ( España)       |        | BTT        |
| 2011 | BTT Perarrua                  | Perarrua ( España)        |        | BTT        |
| 2011 | Memorial Jorge Rami           | Benasque ( España)        |        | BTT        |
| 2011 | Benabarre - El Coll           | Benabarre ( España)       |        | CRI BTT    |
| 2011 | Challenge BTT de la Ribagorza | Ribagorza ( España)       |        | BTT        |
| 2011 | Social de Fraga               | Fraga ( España)           |        | Carretera  |
| 2011 | Social de Monzón              | Monzón ( España)          |        | Carretera  |
| 2011 | Puyada a Liri                 | Castejón de Sos ( España) |        | BTT        |
| 2011 | Cto. de Aragón de BTT         | Alcañiz ( España)         |        | BTT        |
| 2012 | BTT Serraduy                  | Serraduy ( España)        |        | BTT        |
| 2012 | BTT Pomar                     | Pomar de Cinca ( España)  |        | BTT        |
| 2012 | BTT Villa de Estadilla        | Estadilla ( España)       |        | BTT        |
| 2012 | Trofeo Fiesta de Almudévar    | Almudévar ( España)       |        | Carretera  |
| 2012 | BTT Secastilla                | Secastilla ( España)      |        | BTT        |
| 2012 | BTT Lascuarre - Castigaleu    | Castigaleu ( España)      |        | BTT        |
| 2012 | Cronoescalada a la Carrodilla | Estadilla ( España)       |        | CRI BTT    |
| 2012 | Cto. de Aragón de BTT         | Monzón ( España)          |        | BTT        |
| 2012 | Puyada a Liri                 | Castejón de Sos ( España) |        | BTT        |
| 2012 | Trofeo Peña Dominguera        | Tarazona ( España)        |        | Carretera  |
| 2012 | Memorial Esteve               | Binéfar ( España)         |        | Carretera  |
| 2012 | Trofeo San Mateo              | Monzón ( España)          |        | Carretera  |
| 2012 | Benabarre - El Coll           | Benabarre ( España)       |        | CRI BTT    |
| 2012 | Challenge BTT de la Ribagorza | Ribagorza ( España)       |        | BTT        |

- Datos: Q5931758
- Multimedia: Joaquín Bellera / Q5931758